# Command & Conquer: Generals
Command & Conquer: Generals – strategiczna gra czasu rzeczywistego (RTS) z serii Command & Conquer, wyprodukowana przez Electronic Arts 11 lutego 2003 roku.
W październiku 2003 pojawił się dodatek do gry zatytułowany Zero Hour. W 2013 roku miała odbyć się premiera gry Command & Conquer: Generals 2, będącej kontynuacją gry z 2003 roku, jednak EA anulowało grę i zamknęło studio zajmujące się jej produkcją.
W grze użyto trójwymiarowego silnika graficznego SaGE, stworzonego w oparciu o silnik zwany „Renegade engine” lub też „Westwood 3D”, wcześniej wyprodukowany na potrzeby gry Command & Conquer: Renegade.

## Fabuła
W przeciwieństwie do innych części serii, Generals nie jest kontynuacją Command & Conquer. Akcja gry toczy się w niedalekiej przyszłości. W tym bilateralnym świecie, USA oraz Chiny, prowadzą wojnę przeciwko organizacji paramilitarnej Global Liberation Army (GLA lub ang. Armia Światowego Wyzwolenia). Pierwotnym celem GLA było wyparcie USA z obszaru Bliskiego Wschodu, lecz z czasem zakres działań objął także ukrócenie dominacji Chin w Azji Centralnej. Odpowiednio dla stron konfliktu, cała kampania została podzielona na trzy scenariusze.
Atak atomowy w centrum Pekinu był zarzewiem włączenia się Chin do wojny przeciwko GLA. W celu zniszczenia tej organizacji, gracz zostaje oddelegowany do likwidacji jej zdecentralizowanych siatek na terenie kraju, a następnie do większych baz w Kirgistanie oraz Kazachstanie.
GLA pomimo dotkliwych strat, przetrwało i dokonało reorganizacji sił. Z pomocą gracza wyparło Chiny z Kazachstanu, a znajdujący się na terenie tego kraju kosmodrom Bajkonur został wykorzystany do wystrzelenia rakiet w kierunku USA.
USA czując realne zagrożenie ze strony GLA, podejmuje się wojny z terroryzmem na obszarze Bliskiego Wschodu. Zwieńczeniem starań USA jest zniszczenie kwatery głównej GLA w Akmoli w Kazachstanie.
W dodatku Zero Hour, prócz poprawy możliwości silnika graficznego, nowych jednostek i budynków, pojawiły się trzy nowe kampanie – po pięć misji każda – stanowiące kontynuację historii z podstawowej wersji gry.

## Frakcje

### USA
Stany Zjednoczone Ameryki Północnej mają wyraźną przewagę technologiczną nad pozostałymi uczestnikami konfliktu. Ich główna siła to zaawansowana mechanika. Dysponują szerokim wyborem jednostek zarówno naziemnych jak i powietrznych. Dominuje lotnictwo: USA ma najwięcej jednostek lotniczych spośród wszystkich frakcji. Śmigłowce Commanche zapewniają wsparcie dla działań naziemnych, natomiast niewykrywalne bombowce stworzone na bazie F-117 mogą siać zniszczenie daleko w głębi terytorium przeciwnika. W arsenale amerykańskim znajduje się także superbroń o nazwie „Particle Cannon” (ang. miotacz cząstek).

### Chiny
Armia chińska nie dysponuje niezwykle zaawansowaną technologią, natomiast jej siłą jest ludność napędzana narodową dumą. Jej jednostki pancerne nie są wysokiej jakości (wyjątkiem jest tutaj czołg imperator) jednak duża liczebność pozwala na zwyciężanie dzięki wyczerpaniu przeciwnika ciągłymi atakami. Chińska armia dysponuje bronią napalmową, technologią elektomagnetycznych pulsów a także hakerami, którzy w razie potrzeby kradną pieniądze w Internecie oraz unieszkodliwiają budynki wroga. Chińską superbronią jest „Nuclear Missile” (ang. Pocisk atomowy).

### GLA (AŚW)
Global Liberation Army (Armia Światowego Wyzwolenia) to globalna siatka terrorystyczna. Ich siła opiera się na fanatyzmie jej zwolenników. Jednostki tej armii przegrywają w bezpośrednich starciach na wielką skalę. Ze względu na brak dostępu do surowców AŚW wyspecjalizowała się w zbieraniu złomu z pola bitwy, dzięki czemu ich pojazdy mogą przejmować uzbrojenie od zniszczonych jednostek przeciwnika. Jej oddziały potrafią także przemieszczać się podziemnymi tunelami i pojawiać się na tyłach zaskoczonego wroga. Do walki wykorzystują też wściekły tłum. Superbronią AŚW jest „SCUD Storm” (ang. Burza SCUD-ów).

## Odbiór gry

### Wycofanie gry z Chin i Niemiec
Gra jest niedostępna w Chińskiej Republice Ludowej, głównie z powodu wizerunku w jakim stawia się Chińską Armię Ludowo-Wyzwoleńczą.
Kontrowersje pojawiające się wokół II wojny w Zatoce Perskiej do których nawiązuje tytuł, zostały poddane opinii niemieckiemu Federalnemu Departamentowi ds. Szkodliwości Mediów dla Młodzieży. Cenzorzy uznali za karygodne możliwość zabijania cywilów oraz możliwość uczestniczenia w jeszcze nieistniejącej wojnie.
By dostosować grę do niemieckich warunków, EA zdecydowało się wydać zmodyfikowaną wersję tytułu Command and Conquer: Generäle, która nie nawiązuje do istniejących państw ani terroryzmu. Dla uniknięcia pozwów o gloryfikowanie wojny, wszystkie humanoidalne jednostki stały się cyborgami.